# Стопански класификации на културните растения
Основната група културни растения, отглеждани в България, са зърнено-житните култури.
Предназначени са за производство на зърно, което е богато на скорбяла и след преработка се използва за храни на хората или за фуражи. Допълнителната продукция от производството (слама, стъбла и т.н.) се използва за груб фураж в животновъдството, а също така като енергиен източник (екобрикети). Една част от културите — самостоятелно или в смески с друг компонент, се отглеждат за производство на сочни (зелени) фуражи.
Важна за земеделското производство група културни растения са бобовите култури. Тази група култури се представлява от едногодишни и многогодишни растения, а значението им за земеделското производство се определя: (1) Продукцията от тези култури е богата на белтъчини; (2) Тези култури допринасят за подобряване на почвеното плодородие, тъй като в корените им обитават азотфиксиращи грудкови бактерии, които обогатяват почвата с азот; (3) Тези култури в различна степен се определят като най-добрите предшественици на зърнено-житните култури; (4)Продукцията от тези култури има разнообразно предназначение — за варива, брашна и подобрители на брашна, ядки, масло, зелена маса, компоненти на фуражни тревни смеси и фуражни храни.
Много важна за националното стопанство група култури са техническите култури. За разлика от първите две групи, тези култури са от разнообразни ботанически семейства. Това, което ги обединява, е, че продукцията от тези култури е суровина за различни подотрасли на промишлеността. Те се подразделят на няколко групи: кореноплодни; маслодайни; влакнодайни; вкусови и т.н.
Една голяма група култури са известни като фуражни, тъй като се отлеждат най-вече за производство на храна на животните. Към същата група условно се причисляват и някои култури от горните 3 групи, които по различни причини и технологии могат да бъдат отглеждани за производство на фуражи или фуражни компоненти.
За производство на зеленчуци за прясна консумация и преработка се засяват и отглеждат зеленчукови култури. Зеленчукопроизводството в България се осъществява в зеленчукови градини, на полето и в култивационни съоръжения.
Специфична група култури са етерично-маслените култури. Те се използват за производство на подправки, във фармацевтичната и парфюмерийната индустрия.
Производството на плодове става при отглеждане на овощни култури. Тези култури, заедно с лозата, са многогодишни и образуват трайни насаждения. Овощните култури са дървесни видове (болшинството от тях), храсти (капина, малина, дрян) или тревисти растения (ягода), а лозата е лиановиден храст.

## Виж също
- Аграрни науки
- Растениевъдство
- Лозарство
- Овощарство